# Lantaron
Lantarón és un municipi d'Àlaba, de la Quadrilla d'Añana. Es troba en la riba esquerra del riu Ebre. Es tracta d'un municipi relativament jove sorgit en 1978 de la fusió dels municipis de Bergüenda i Salcedo. El nom pres pel nou municipi recorda a l'històric Comtat de Lantarón que és esmentat en fonts escrites des de l'any 897 amb el comte Gonzalo Téllez i que va ser un dels comtats originals sobre els quals va regnar Fernán González, primer comte independent de Castella. Encara que es desconeixen els límits d'aquest comtat medieval i aquests probablement no coincideixin amb els de l'actual municipi de Lantaron; si que es creu que el castell que donava nom al comtat es trobava en una penya situada entre els pobles de Sobrón i Bergüenda dintre dels límits del modern Lantaron. El municipi està format per 12 pobles: 
- Alcedo.
- Bergüenda.
- Caicedo de Yuso.
- Comunión, capital del municipi.
- Fontecha.
- Leciñana del Camino.
- Molinilla.
- Puentelarrá.
- Salcedo.
- Sobrón.
- Turiso.
- Zubillaga.

## Economia i societat
A les eleccions al Parlament Basc de 2005 el partit més votat va ser el PP amb el 35,5% dels vots, seguit de la coalició nacionalista PNB-EA amb el 32,7% i el PSE-PSOE amb el 15,5%. L'actual alcalde és Jesús Barredo Arana del PNB.